# Palazzo d'Arco

Stemma della famiglia D'Arco

Palazzo D'Arco è un palazzo storico di Mantova.

## Storia e descrizione
Il Palazzo fu eretto a partire dal 1784 su impulso di un ramo della nobile famiglia trentina dei D'Arco che si era stabilmente insediato a Mantova dal 1740. Dopo l'acquisizione della dimora dei conti Chieppio, il conte Giovanni Battista Gherardo d'Arco pensò di trasformare il palazzo seguendo i dettami del neoclassicismo ispirato all'opera di Andrea Palladio. L'opera d'edificazione fu affidata all'architetto Antonio Colonna. Come risultato finale è stato prodotto un notevole esempio di residenza aristocratica ricca di arredi e di dipinti, forte di una libreria e una collezione naturalistica, di un giardino racchiuso da una esedra sul quale si affaccia un'ala quattrocentesca costituita da due palazzine, una delle quali contiene lo straordinario ciclo pittorico della Sala dello Zodiaco, opera del Falconetto, eseguita attorno all'anno 1515. Questi edifici rinascimentali e il contiguo giardino furono acquistati nel 1872 da Francesco Antonio d'Arco dai marchesi Dalla Valle. Il complesso architettonico che si affaccia sulla omonima piazza, proseguiva a sinistra con l'edificio delle scuderie oggi trasformato nel Teatrino d'Arco, sede dal 1946 della Accademia Teatrale Francesco Campogalliani fondata da Ettore Campogalliani.
Nel palazzo dimorò anche il conte Carlo d'Arco (1799-1849), storico e collezionista di documenti. Ricoprì la carica di podestà di Mantova dal 1847 al 1848.
L'ultima esponente della famiglia, deceduta nel 1973, la signora Giovanna dei conti d'Arco Chieppio Ardizzoni, marchesa Guidi di Bagno costituì la Fondazione d'Arco. Con testamento del 1956 dispose, che alla sua morte, tutti i suoi beni, compreso il Palazzo e le raccolte in esso contenute (erbario, pinacoteca, archivio, biblioteca, strumenti musicali, arredi, armi), divenissero un pubblico Museo. Particolarmente ricca è la pinacoteca con dipinti di Niccolò da Verona, Luini, Magnasco, Frans Pourbus il Giovane, Van Dyck e un ciclo pittorico di Giuseppe Bazzani.
Nel 2014 la Fondazione d'Arco ha ricevuto in donazione opere dal marchese Federico Cavriani, esponente della nobile famiglia mantovana dei Cavriani, che sono in parte raccolte ed esposte in una apposita "Sala Cavriani".
Palazzo D'Arco, recentemente restaurato, e il suo sorprendente giardino è un mirabile esempio di residenza aristocratica.

## Collezioni
Le collezioni del museo comprendono mobili, ceramiche, dipinti e una grande biblioteca.
La collezione comprende dipinti di: Niccolò da Verona, allievi di Pieter Aertsen e Joachim Beuckelaer; Giacomo Albé (attribuito); Lorenzo Costa il Vecchio e Lorenzo Costa il Giovane; il Sodoma (attribuito); Sebastien Bourdon; Ludovico Toeput; Annibale Carracci; Frans Pourbus il Giovane; Bernardino Luini; Giuseppe Bazzani; Sante Peranda; Guglielmo Caccia; Alessandro Magnasco; Lorenzo Lotto; Tintoretto; Antonio della Corna; Pasquale Ottino; Giovanni Maria Perego (attribuito); Fra Semplice da Verona; Giulio Carpioni; Margherita Caffi (attribuito); Frans Geffels (attribuito); Matteo Ghidoni; Francesco Fieravino; Jacob Denys; Orazio Samacchini; Giovanni Francesco Maineri (copia); Boccaccio Boccaccino; bottega di Piazzetta; bottega di Bernardino e Francesco Zaganelli; Pietro della Vecchia; Alessandro Turchi; Giovanni Francesco Castiglione (attribuito); Sebastiano Mazzoni; Daniele Crespi (attribuito); Pandolfo Reschi (attribuito); Bartolomeo Manfredi; Joann Kupetzki; Michele Desubleo (attribuito); Antonio Carneo (attribuito); Agostino Bonisoli (attribuito); Giovanni Battista Venanzi; Felice Boselli; Gilardo da Lodi; Giambettino Cignaroli; Bartolomeo Pedon; Pier Francesco Guala (attribuito); scuola di Giovanni Battista Crespi; Giovanni Peruzzini; Tomasso Porta; Luigi Miradori; Van Dyck; Jan Wildens; Rubens (attribuito); Nicola Casissa; Giovanni Andrea Urbani; Gerolamo Induno; e Bartolomeo Nazzari.
La collezione di dipinti del Bazzani è composta da nove tele.
Uno dei capolavori del complesso architettonico del palazzo è posto all'interno della palazzina d'epoca  rinascimentale raggiungibile attraversando il cortile: è la stanza affrescata della "Sala dello Zodiaco", dipinto dei primi anni del XVI secolo del pittore Giovanni Maria Falconetto.
La libreria comprende una collezione di libri di storia naturale, una cucina d'epoca, una grande biblioteca e una collezione di strumenti musicali d'epoca.